# Сідні Ф'юрі
Сідні Ф'юрі (англ. Sidney J. Furie; 28 лютого 1933) — канадський кінорежисер, відомий як режисер фільмів «Досьє Іпкресс», «Супермен 4: У пошуках миру», «Леді співає блюз», «Залізний орел».

## Біографія
Сідні Ф'юрі народився 28 лютого 1933 року в Торонто, Канада. Батьки були єврейськими іммігрантами з Польщі, які прибули до Канади в 1930 році. Навчався в Університеті Карнегі-Меллона в Піттсбурзі на початку 1950-х років.
Був одружений з Шейлою Гілтц з 1956 по 1968 рік, у них народилося 4 дітей. Вдруге одружився у 1968 році на Лінді Поткін, народилося 2 дітей. З 1991 року Ф'юрі здебільшого знімає бойовики та жанрові фільми, що знімаються безпосередньо на відео. Він також зняв такі телевізійні серіали, як "Пенсакола: Золоті крила", "Самотній голуб: Серіал" та "V.I.P." Його ранній фільм "Прохолодний звук з пекла" був ретроспективно показаний на Міжнародному кінофестивалі в Торонто у 2016 році, а у 2010 році він отримав нагороду за життєві досягнення від Гільдії режисерів Канади.

## Фільмографія
| Рік       |    | Українська назва                        | Оригінальна назва                            | Роль                         |
| --------- | -- | --------------------------------------- | -------------------------------------------- | ---------------------------- |
| 1959      | ф  | Небезпечний вік                         | A Dangerous Age                              | режисер, продюсер, сценарист |
| 1959      | с  | Гудзонова затока                        | Hudson's Bay                                 | режисер, продюсер, сценарист |
| 1959      | ф  | Прохолодний звук з пекла                | A Cool Sound from Hell                       | режисер, продюсер, сценарист |
| 1960      | ф  | Протягом однієї ночі                    | During One Night                             | режисер, продюсер, сценарист |
| 1961      | ф  | Труна доктора Блада                     | Doctor Blood's Coffin                        | режисер                      |
| 1961      | ф  | Жінка-змія                              | The Snake Woman                              | режисер                      |
| 1961      | ф  |                                         | Three on a Spree                             | режисер                      |
| 1961      | ф  | Молоді                                  | The Young Ones                               | режисер                      |
| 1962      | ф  | Хлопчики                                | The Boys                                     | режисер, продюсер            |
| 1964      | ф  | Шкіряні хлопці                          | The Leather Boys                             | режисер                      |
| 1964      | ф  | Чудове життя                            | Wonderful Life                               | режисер                      |
| 1965      | ф  | Досьє Іпкресс                           | The Ipcress File                             | режисер                      |
| 1966      | ф  | Аппалуза                                | The Appaloosa                                | режисер                      |
| 1967      | ф  | Оголений утікач                         | The Naked Runner                             | режисер                      |
| 1970      | ф  | Адвокат                                 | The Lawyer                                   | режисер, сценарист           |
| 1970      | ф  | Малюк Фаусс і Великий Гелсі             | Little Fauss and Big Halsy                   | режисер                      |
| 1972      | ф  | Леді співає блюз                        | Lady Sings the Blues                         | режисер                      |
| 1973      | ф  | Удар                                    | Hit!                                         | режисер                      |
| 1974—1976 | с  | Петрочеллі                              | Petrocelli                                   | сценарист                    |
| 1974      | тф | Нічні ігри                              | Night Games                                  | сценарист                    |
| 1975      | ф  | Шейла Левайн померла і живе в Нью-Йорку | Sheila Levine Is Dead and Living in New York | режисер                      |
| 1976      | ф  | Гейбл і Ломбард                         | Gable and Lombard                            | режисер                      |
| 1978      | ф  | Хлопці з третьої роти                   | The Boys in Company C                        | режисер, сценарист           |
| 1982      | ф  | Вічність                                | The Entity                                   | режисер                      |
| 1984      | ф  | Пурпурові серця                         | Purple Hearts                                | режисер, продюсер, сценарист |
| 1986      | ф  | Залізний орел                           | Iron Eagle                                   | режисер, сценарист           |
| 1987      | ф  | Супермен 4: У пошуках миру              | Superman IV: The Quest for Peace             | режисер                      |
| 1988      | ф  | Залізний орел 2                         | Iron Eagle II                                | режисер, сценарист           |
| 1991      | ф  | Взяття Беверлі-Гіллз                    | The Taking of Beverly Hills                  | режисер, сценарист           |
| 1992      | ф  | Залізний орел 3: Аси                    | Aces: Iron Eagle III                         | сценарист                    |
| 1992      | ф  | Сонечка                                 | Ladybugs                                     | режисер                      |
| 1994      | с  | Самотній голуб                          | Lonesome Dove: The Series                    | режисер                      |
| 1995      | ф  | Залізний орел 4                         | Iron Eagle IV                                | режисер                      |
| 1996      | ф  | Блукаюча куля                           | Hollow Point                                 | режисер                      |
| 1997      | ф  | Лють                                    | The Rage                                     | режисер, сценарист           |
| 1997      | ф  | Вершина світу                           | Top of the World                             | режисер                      |
| 1997      | тф | Одружена з незнайомцем                  | Married to a Stranger                        | режисер                      |
| 1998—2000 | с  | VIP                                     | V.I.P.                                       | режисер                      |
| 1998—2000 | с  | Золоті крила Пенсаколи                  | Pensacola: Wings of Gold                     | режисер                      |
| 1999      | тф | Колекціонери                            | The Collectors                               | режисер                      |
| 1999      | ф  | Самооборона                             | In Her Defense                               | режисер                      |
| 2000      | ф  | Мої 5 дружин                            | My 5 Wives                                   | режисер                      |
| 2000      | в  | Ланцюг                                  | Cord                                         | режисер                      |
| 2000      | тф | Погоня за смертю                        | A Friday Night Date                          | режисер                      |
| 2000—2001 | с  | 18 коліс правосуддя                     | 18 Wheels of Justice                         | режисер                      |
| 2001      | с  | Справедливий суд                        | Just Cause                                   | режисер                      |
| 2001      | ф  | Поле бою                                | Going Back                                   | режисер, сценарист           |
| 2002      | ф  | Суцільна нісенітниця                    | Global Heresy                                | режисер                      |
| 2002      | ф  | Коло                                    | The Circle                                   | режисер                      |
| 2002      | ф  | Партнери в дії                          | Partners in Action                           | режисер                      |
| 2003      | ф  | Урок виживання                          | Detention                                    | режисер                      |
| 2004      | ф  | Напролом                                | Direct Action                                | режисер, сценарист           |
| 2005      | ф  | Американські солдати                    | American Soldiers                            | режисер, продюсер            |
| 2006      | тф | Ветеран                                 | The Veteran                                  | режисер                      |
| 2008      | в  | Вершники апокаліпсису                   | The Four Horsemen                            | режисер                      |
| 2011      | ф  | Негідна поведінка                       | Conduct Unbecoming                           | режисер                      |
| 2014      | ф  | Зграя левів                             | Pride of Lions                               | режисер                      |
| 2015      | ф  |                                         | Raise Your Kids on Seltzer                   | виконавчий продюсер          |
| 2016      | ф  |                                         | Drive Me to Vegas and Mars                   | режисер, сценарист           |